# Liste der Monuments historiques in La Rabatelière
Die Liste der Monuments historiques in La Rabatelière führt die Monuments historiques in der französischen Gemeinde La Rabatelière auf.

## Liste der Bauwerke
| Bezeichnung              | Beschreibung              | Standort | Kennzeichnung | Schutzstatus | Datum | Bild           |
| ------------------------ | ------------------------- | -------- | ------------- | ------------ | ----- | -------------- |
| Schloss                  | Erbaut im 17. Jahrhundert | (Lage)   | PA85000018    | Inscrit      | 2001  |                |
| Sanctuaire de la Salette | Erbaut 1887               | (Lage)   | PA85000012    | Inscrit      | 1998  | weitere Bilder |